# 襄城公主 (北魏)
襄城公主（?—?），中国南北朝北魏公主，魏孝庄帝之妹，元勰之女。
襄城公主嫁给崔瓚，字绍珍，清河郡东武城人。崔瓚是酷吏崔暹的儿子，位兼尚书左丞，襄城公主后封襄城长公主，故特赠崔瓚冀州刺史。崔瓚子崔茂，字祖昂，袭祖崔暹爵。